# جون هاياشي
جون هاياشي (باليابانية: 林潤) (و. 1972 – م) هو سياسي، من اليابان، ولد في شيبويا، طوكيو، هو عضوٌ في الحزب الليبرالي الديمقراطي الياباني.

## مناصب
تولى منصب عضو مجلس النواب من اليابان.

## التعليم
تعلم في جامعة كيئو.